# Makian
Pour l’article homonyme, voir Makian (homonymie).
Makian est une île de l'archipel indonésien des Moluques, située au sud de Tidore et au nord de Bacan.
L'île est dominée par le volcan Kiebesi (1 357 mètres). En 1760, une éruption a tué environ 3 000 habitants. Une autre éruption a eu lieu en 1890. Enfin, en juillet 1988, une série d'éruptions a contraint à une évacuation temporaire de toute la population de l'île, soit environ 15 000 personnes.

## Histoire

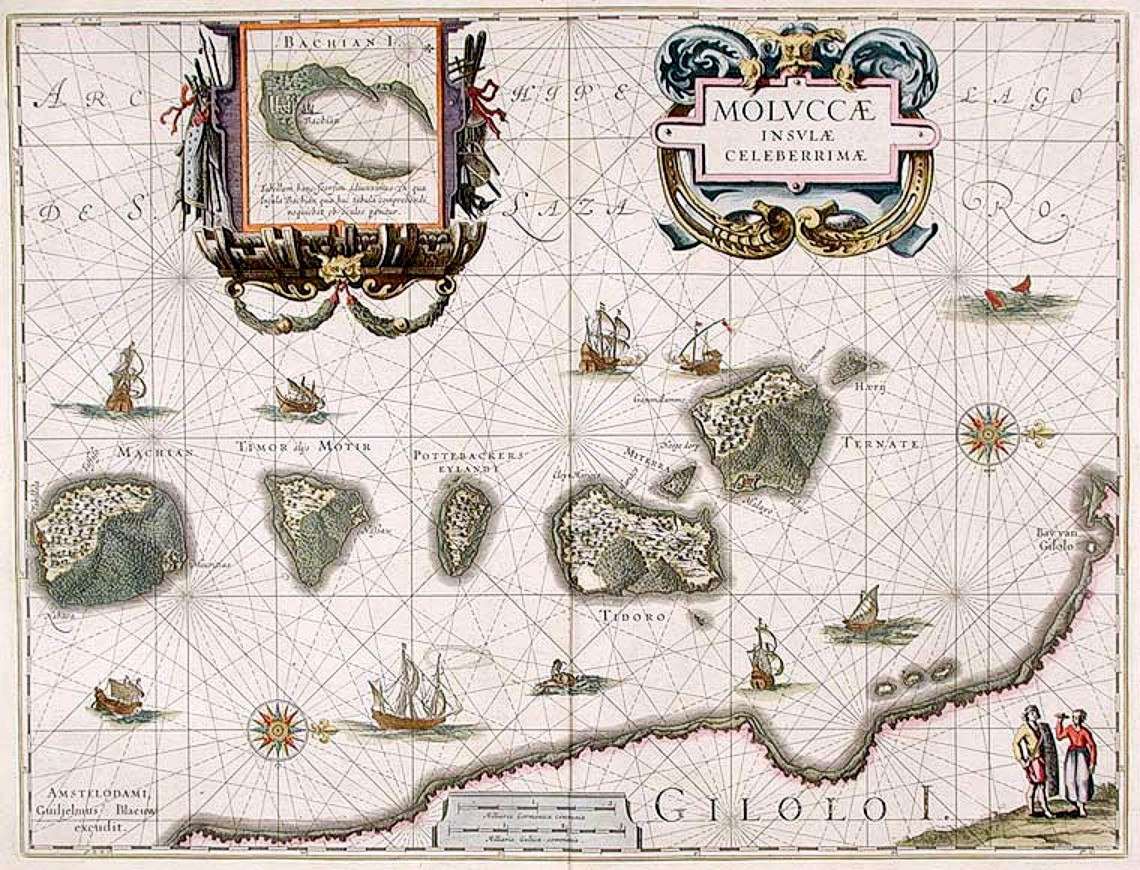
Carte de 1630 montrant les îles de Makian ("Machian"), Moti ("Motik"), Mare ("Pottebackers"), Tidore, Maitara ("Miterra"), Ternate, Hiri ("Herij") et Gilolo (Halmahera)

Les Hollandais de la VOC (Compagnie néerlandaise des Indes orientales occupent Makian en 1608.

## Langues
On parle deux langues à Makian, qui appartiennent à deux familles totalement différentes. Le makian occidental appartient à la famille des langues papoues occidentales, alors que le taba ou makian oriental appartient à la branche malayo-polynésienne des langues austronésiennes.